# ماريو كوفاتشيفيتش
ماريو كوفاتشيفيتش هو لاعب كرة قدم كرواتي في مركز الوسط، ولد في 17 مايو 1975. لعب مع نادي سلافن بيلوبو.

## وصلات خارجية
- ماريو كوفاتشيفيتش على موقع قاعدة بيانات كرة القدم.إي يو (الإنجليزية)
- ماريو كوفاتشيفيتش على موقع Soccerway.com (الإنجليزية)
- ماريو كوفاتشيفيتش على موقع عالم كرة القدم.نت (الإنجليزية)